# Геологія Південної Америки

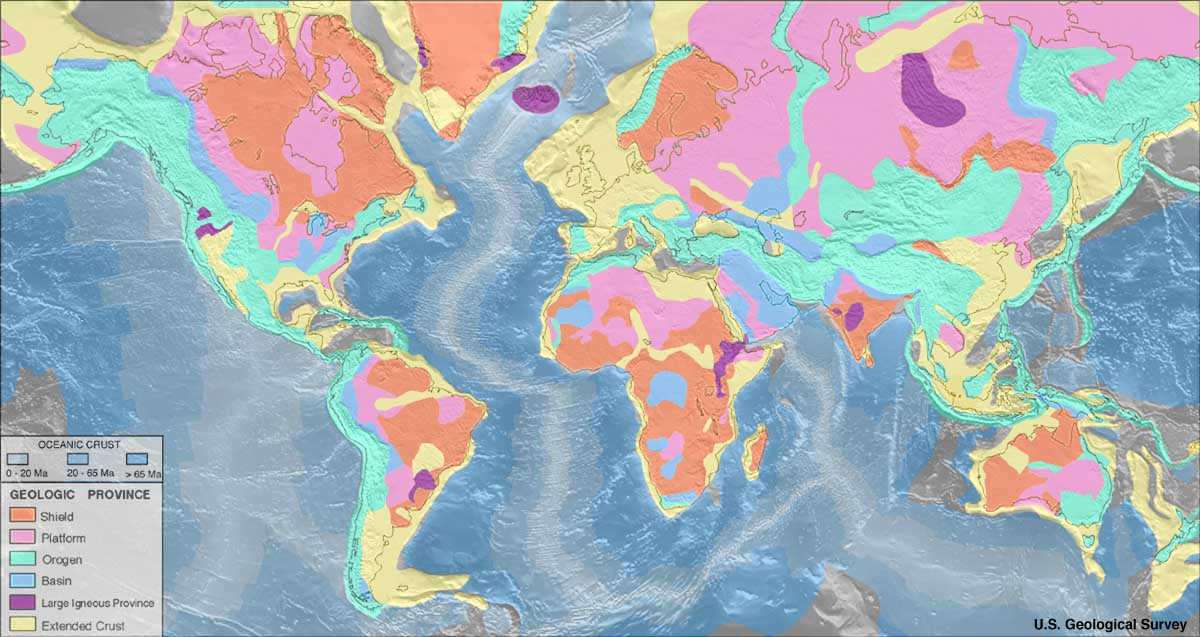
Ця карта геологічних областей відтворює лише особливості, що становлять приблизно 1 км в поперечнику і більше, через те, що роздільність карти, повинна узгоджуватися з роздільною здатністю даних сейсмічної рефракції.

Майже весь континент, із значною частиною Південної Атлантики, розташований на Південноамериканській плиті.
Велика частина Південної Америки містить південноамериканську плиту. На півдні є патагонська плита та структури Пампаса. Всю західну частину континенту охоплює орогенний ареал Анд.

## Центр та схід
Центральну та східну частини континенту Південної Америки посідає Південноамериканська плита, якій у рельєфі, відповідають плоскогір'я і низовини. Цю платформу охоплює гірський пояс Анд. Велика частина Південно-Американської плити має докембрійський фундамент, що частково зберігав рухливість у ранньому палеозої. На південь від річки Ріо-Колорадо, до неї примикає значно менша за площею Патагонська платформа, до складу фундаменту якої поряд з докембрійськими, входять і ранньопалеозойські утворення. Основа Південно-Американської платформи, оголюється у Гвіанському щиті на північ від річки Амазонка, в Центральнобразильському (Гуапоре) і Приатлантичному щитах на південь від цієї річки. На Гвіанському щиті виступають ранньодокембрійські породи — архейська залізорудна і ґрануліто-ґнейсова формація на півночі, у басейні Оріноко, і ранньопротерозойські зеленокам'яні пояси та гранітоґнейси. На Центральнобразильському щиті поширено нижньопротерозойські вулканогенно-осадові породи, метаморфізовані в амфіболітовій фації, граніти і верхньопротерозойські відклади давнього платформного чохла — континентально-осадові і вулканогенні (подоби гвіанських). У західних частинах обох щитів, відомі піздньопротерозойські плутони гранітів типу рапаківі.

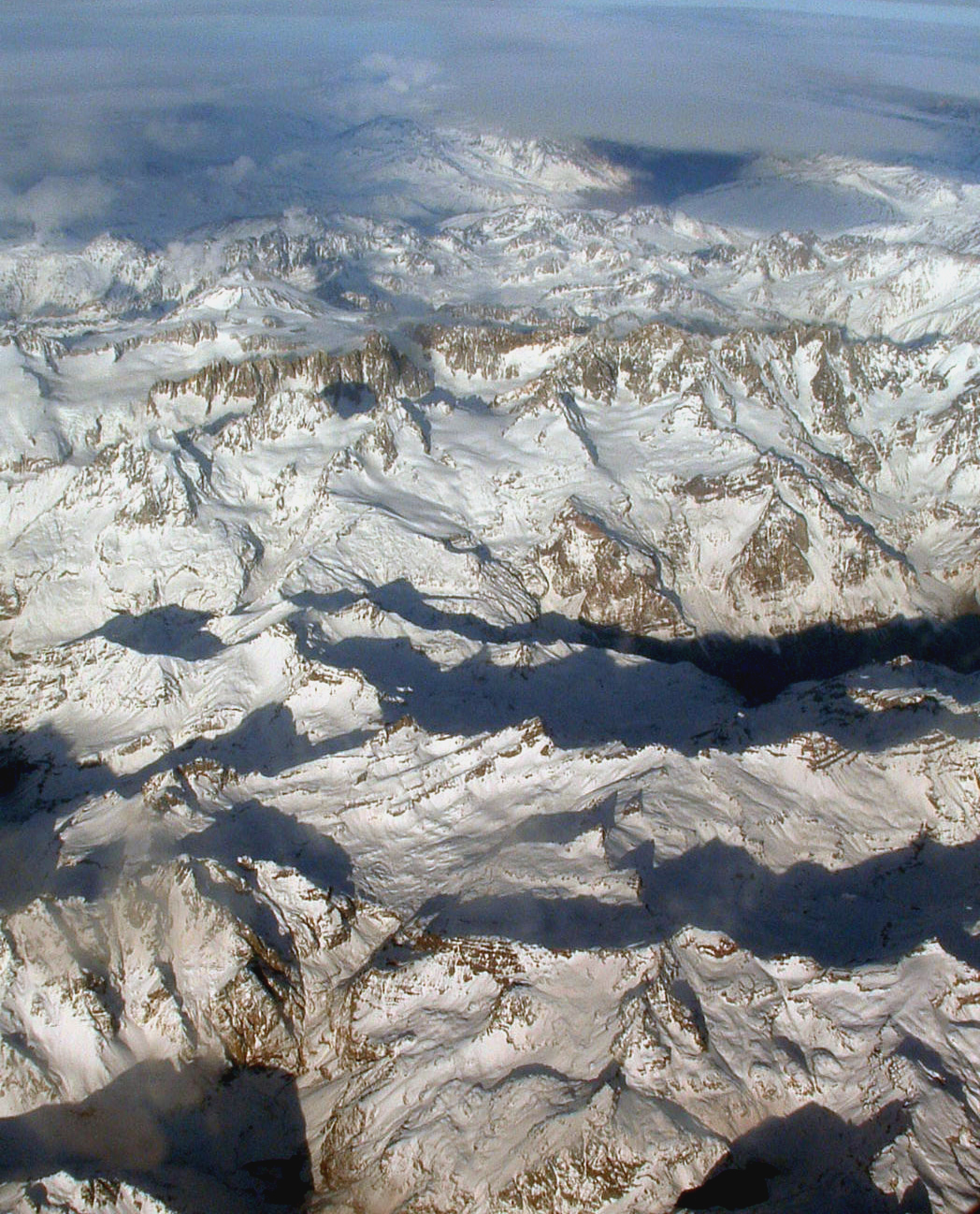
Кордильєри

У межах Приатлантичного поясу докембрійських утворень — найдавніші катархейські і архейські породи, у тому числі зеленокам'яні пояси і гранітоґнейси, нижньопротерозойські протоплатформні кварцитові товщі з великими покладами залізистих кварцитів, місцями дислоковані і метаморфізовані. Цей слабко перероблений ранній докембрій, складає великий масив Сан-Франсиску і невеликий — Сан-Луїс. Центр — бразильський щит (кратон Гуапоре) відділений від цих масивів поясом геосинклінальних складчастих верхньопротерозойських відкладів. У штаті Гояс, він змикається з одновіковим поясом Бразилія. Ранньодокембрійські породи виступають на поверхню у районі Асунсьйона в Парагваї і в Уругваї, а також в Північних Сьєррах Буенос-Айресу і у масиві Сьєрри-Пампи на північному заході Аргентини. Фанерозойський осадовий чохол платформи виповнює широтну Амазонську синеклізу, що розділяє Гвіанський та Західно-Бразильський щити, синеклізи Мараньяо (Паранаїба), Сан-Франсиську і Парана. Відклади нижнього та середнього палеозою в основному, уламкові, континентальні (ордовик), мілководно-морські (силур-девон), лагунні (карбон). У кінці карбону — на початку пермі на південь від Амазонки, спостерігаються покривно-льодовикові утворення, які у ранній пермі, змінюються вугленосними, а у мезозої — континентальними уламковими. Наприкінці юри — на початку крейди, з'являється магматизм (синеклізи Парани, Мараньяо і Амазонські). Континентальні осадки крейди широко розвинені усією платформою, а в перикратонних зонах при наближенні до Анд, вони змінюються морськими (Еквадор, Перу). Кайнозойські гірські поклади, розвинені обмежено — в Амазонській синеклізі, перикратонних і периокеанічних зонах. У крейді і палеогені, одночасно з траповим магматизмом у внутрішніх районах платформи і з утворенням периокеанічних прогинів у Приатлантичній смузі, утворювалися кільцеві плутони ультраосновних лужних порід.
Зона перикратонних опускань давньої платформи, що тягнеться через рівнини Льянос, Акрі, Бені,
Чако і Пампа, на півдні повертає на схід. Патагонська молода платформа (плита) має гетерогенний фундамент. Складчастий гірський пояс Анд, досить чітко поділяється на декілька сегментів. Крайній північний з них — Берегові (Карибські) вервечки Венесуели — тягнеться широтно вздовж узбережжя Карибського моря, та розподіляється на заході розломом Боконо. Північні Анди Західної Венесуели, Колумбії і Еквадору являють пучок що розщеплюється на гірські хребти-антиклінорії, між якими простягаються вузькі ґрабен-синклінорії, зайняті долинами pічок Магдалена, Кауко і Атрато. Східна Кордильєра Колумбії з її північними відгалуженнями, виникла на докембрійському континентальному фундаменті. Він перекривається складчастим карбонатно-теригенним палеозойським комплексом, прорваним гранітами і різко незгідно перекритим червонокольоровою уламковою континентальною товщею нижнього мезозою, евапоритами і вапняками верхньої юри і далі, могутнім шельфово-карбонатним нашаруванням крейди, зім'ятим у помірно стислі згортки з виявами соляного діапіризму. У Центральній Кордильєрі (Колумбія, Еквадор) головну роль, відіграє інтенсивно складчастий, слабкометаморфізований палеозой і пізньопалеозойські граніти. Західні та Берегові Кордильєри Колумбії й Еквадору, дуже відрізняються за своєю історією — їх утворено на пізньоюрській океанській корі, представленій офіолітами, які перекриваються крейдовою глинисто-сланцевою товщею з вулканітами та інтрузіями діоритів.

## Північ та захід
Берегова Кордильєра продовжується на північ у межі Панамського перешийка. Утворення згорткової структури Північних Анд, почалося наприкінці крейди, але головною епохою деформацій, був пізній еоцен. У міжгірних прогинах, розвинено більш молоді, кайнозойські осади моласового типу. У осьовій смузі Північних Анд, особливо на півдні Колумбії і в Еквадорі, є низка активних вулканів. Східна Кордильєра Перу та її продовження у Болівії, складені в основному, складчастим теригенним палеозойським комплексом. Верхній палеозой і тріас представлено континентальними вулканітами і моласою. На крилах і в синкліналях збереглися мілководні та континентальні відклади крейди. Західна Кордильєра утворена насамперед, вапняково-лужними вулканітами і гранітами крейди і раннього палеогену. На півдні, у її межах, є група молодих вулканів. У прогині між Кордильєрами і на схід від них, поширені в основному, мілководні карбонатно-теригенні відклади крейди, вияви вулканізму відсутні. На півдні, у Болівії, простір між Кордильєрами зайнято ґрабеном Альтіплано, виконаним потужною товщею континентальних уламкових осадів крейди-кайнозою. У бортах ґрабена — неогенові субвулканічні інтрузії.

## Південь
На півдні, до східної частини Болівійських Анд, примикає масив Сьєрри-Пампи з блоковою структурою; в горстах виходять верхньопротерозойські метаморфіти і палеозойські граніти; ґрабени заповнено континентальним кайнозоєм. На півдні Центральних Анд, у будові Західної Кордильєри, істотна роль належить юрській морській «порфіритовій» серії; у верхах юри, вона змінюється наземними вулканітами, що продовжуються у крейдових і палеогенових відкладах; вони утворюють єдиний вулкано-плутонічний пояс, якому на півдні відповідає Головна Кордильєра Чилі і Аргентини. Від неї відходять Передова Кордильєра і Прекордильєра Аргентини, складені палеозойськими товщами з офіолітами. У Береговій Кордильєрі Чилі на поверхню виступають палеозойські метаморфіти і граніти.
Між Південними (Патагонськими) і Центральними Андами, немає чіткої межі. На півдні складчаста гірська система повертає на схід, та продовжується на Вогненну Землю і, вже під водою, у напрямку до острова Південна Джорджія. Тут між складеною палеозоєм і молодими гранітами Патагонською Кордильєрою і зоною крейдо-ранньопалеогенового фліша вклинюється товща офіолітів пізньої юри — ранньої крейди (утворення околичного моря). Офіоліти і фліш, полого насунено на кайнозойську моласу передового Магелланового прогину.
Система передових прогинів (від Західно-Венесуельського до Магелланового), супроводжує Анди зі сходу всією їх довжиною. Кайнозойські моласи передових прогинів і підстилаючі їх крейдові та палеозойські відклади зон перикратонних опускань зім'яті у лінійні, місцями брахіморфні згортки. Вони часто містять поклади нафти і газу.